# Luis Alonso Sandoval
Luis Alonso Sandoval (* 27. September 1981 in Guadalajara, Jalisco), auch bekannt unter dem Spitznamen El Negro (Der Schwarze), ist ein ehemaliger mexikanischer Fußballspieler, der sowohl im Mittelfeld als auch im Angriff einsetzbar war.

## Leben
Seinen ersten Profivertrag erhielt Sandoval bei seinem Heimatverein CD Guadalajara, bei dem er von 2002 bis 2005 unter Vertrag stand. Seinen ersten Einsatz in der mexikanischen Primera División absolvierte er in einem am 6. Oktober 2002 ausgetragenen Heimspiel gegen den Club Necaxa, das 0:0 endete. Es war zugleich sein einziger Einsatz in dieser Halbsaison, dem Torneo Apertura 2002. Seine ersten beiden Tore in der höchsten mexikanischen Spielklasse erzielte er ein Jahr später im Torneo Apertura 2003, als ihm beim 3:2-Auswärtssieg gegen den CD Irapuato am 24. September 2003 gleich ein „Doppelpack“ gelang.
In der Saison 2004/05 wurde Sandoval an das in der zweiten Liga spielende Farmteam Chivas La Piedad ausgeliehen. Seither wechselte er seine Vereine in halbjährlichem bis jährlichem Rhythmus. Zuletzt stand er in der Saison 2013/14 beim Traditionsverein Necaxa unter Vertrag, für den er noch drei Zweitliga-Einsätze absolvierte.
Im Februar 2014 unterschrieb Sandoval einen Trainervertrag bei den Mexicas de la Universidad del Conde.
Am 14. Dezember 2005 (2:0 gegen Ungarn) und am 1. März 2006 (1:0 gegen Ghana) kam Sandoval zu zwei Länderspieleinsätzen für die mexikanische Nationalmannschaft.